# هیستری (ترانه دف لپارد)
«هیستری» (به انگلیسی: Hysteria) تک‌آهنگی از دف لپارد است که در ۱ نوامبر ۱۹۸۷ توسط مرکوری رکوردز منتشر شد. این ترانه در آلبوم هیستری قرار داشت.